# Phalanger matabiru
Phalanger matabiru és una espècie de marsupial de la família dels falangèrids. Viu en un parell d'illes de l'arxipèlag de les Moluques, a l'est d'Indonèsia. Antigament es considerava que era una subespècie del cuscús de les Moluques (P. ornatus).